# Мала зелена жаба
Мала зелена жаба (Pelophylax lessonae) је врста европске жабе из фамилије жаба у ужем смислу. Ова врста обитава у близини стајаћих или споропокретљивих вода. 
Одрасли мужјаци су дугачки 4,5 до 5,5 центиметара, док су женке дугачке 5,5 до 6,5 центиметара. Са горње стране боја им је зелена (боја траве) на којој су распоређене браон или црне мрље и жуте или светлозелене пруге. Стомак је тамножуте боје. Удови су кратки. 
Мала зелена жаба је близак рођак зелене жабе (Pelophylax kl. esculenta) и велике зелене жабе (Pelophylax ridibunda) са којима може да се успешно пари.